# Гипотиреоз
Гипотирео́з (от греч. ὑπό (под) + θυρεοειδῶν (щитовидная железа)) — состояние, обусловленное длительным, стойким недостатком гормонов щитовидной железы, противоположное тиреотоксикозу. Крайняя степень проявления клинической симптоматики гипотиреоза у взрослых — микседема, у детей — кретинизм.

## Общие сведения
Гипотиреоз — это синдром, специфическое состояние организма, связанное с реакцией на низкий уровень концентрации гормонов щитовидной железы. При компенсации необходимого уровня гормонов эти симптомы обычно исчезают. Гипотиреоз может быть связан с функциональной недостаточностью гормонов щитовидной железы или с патологическими процессами, влияющими на гормональный обмен. Впервые гипотиреоз как заболевание был описан в 1873 году, а термин «микседема» (слизистый отёк кожи) по отношению к тяжёлым формам гипотиреоза стал употребляться с 1878 года.

## Этиология
1. Первичный гипотиреоз вызван действием следующих факторов:
  - Гипо- или аплазией щитовидной железы;
  - Врождённое нарушение синтеза тиреоидных гормонов;
  - Тиреоидиты;
  - Особенности питания (дефицит йода, избыток тиоцианатов, присутствующих в капусте, брюкве, репе, турнепсе, маниоке, избыток ионов кальция и лития, блокирующих захват йода);
  - Врачебные действия (удаления железы, лучевая терапия, приём лекарственных препаратов).
2. Вторичный гипотиреоз (гипофизарный и гипоталамический)
  - Связан с гипопитуитаризмом;
  - Дефектом синтеза и транспорта тиролиберина из гипоталамуса в гипофиз.
3. Третичный (постжелезистый)
  - Связан с инактивацией циркулирующих в крови Т3 и Т4, ТТГ аутоантителами, протеазами при сепсисе, панкреатите, шоке;
  - Связан с низкой чувствительностью рецепторов клеток-мишеней к гормонам;
  - Возможной причиной является дейодирование гормонов в периферической крови.

## Патогенез
Основная причина спонтанного гипотиреоза — Аутоиммунный тиреоидит. Заболевание чаще поражает пожилых людей, преимущественно женщин.
Патогенез различен, в зависимости от характера поражения:
- Первичный гипотиреоз связан с патологией щитовидной железы, ведущей к уменьшению массы железистой ткани щитовидной железы и торможению синтеза гормонов тироксина и трийодтиронина[7]. Это может быть следствием аплазии или агенезии щитовидной железы, аутоиммунных процессов, йододефицита, дефицита селена;
- Вторичный гипотиреоз («центральный»), связан с выпадением тропной функции гипофиза (снижение продукции тиреотропина). Недостаточное поступление в организм гормонов щитовидной железы приводит к нарушению белкового, углеводного обмена, уплощению сахарной кривой после нагрузки глюкозой, к нарушению липидного, водно-солевого обмена[8].

## Эпидемиология
Гипотиреоз в России встречается приблизительно с частотой 21 на 1000 у женщин и 19 на 1000 у мужчин. Несмотря на распространённость, гипотиреоз очень часто выявляется с опозданием.
Это обусловлено тем, что симптомы расстройства имеют постепенное начало и стёртые неспецифические формы. Многие врачи расценивают их как результат переутомления или следствие других заболеваний, либо беременности, и не направляют пациента на анализ уровня тиреотропных гормонов в крови. Гормоны щитовидной железы регулируют энергетический обмен в организме, поэтому все обменные процессы при гипотиреозе несколько замедляются.

## Классификация
Различают следующие виды гипотиреоза:
1. Первичный (тиреогенный);
2. Вторичный (гипофизарный);
3. Третичный (гипоталамический);
4. Тканевой (транспортный, периферический).

А также:
- Врождённый гипотиреоз;
- Приобретённый гипотиреоз, в том числе и послеоперационный (после резекции щитовидной железы).

По степени тяжести первичный гипотиреоз подразделяют на:
1. Латентный (субклинический) — повышенный уровень ТТГ при нормальном Т4;
2. Манифестный — гиперсекреция ТТГ, при сниженном уровне Т4, клинические проявления;
3. Компенсированный;
4. Декомпенсированный;
5. Тяжёлого течения (осложнённый). Имеются тяжёлые осложнения: кретинизм, сердечная недостаточность, выпот в серозные полости, вторичная аденома гипофиза. Как правило, это вовремя не распознанные, запущенные случаи, которые без своевременно назначенной и правильно подобранной заместительной медикаментозной терапии могут привести к развитию гипотиреоидной, или микседематозной комы.

## Клинические проявления
Жалобы часто скудны и неспецифичны, тяжесть состояния больных обычно не соответствует их жалобам: вялость, медлительность, снижение работоспособности и быстрая утомляемость, сонливость, снижение памяти, многие часто жалуются на сухость кожи, одутловатость лица и отёчность конечностей, грубый голос, ломкость ногтей, выпадение волос, увеличение массы тела при снижении аппетита, ощущение зябкости, отмечаются парестезии, запоры, другие симптомы. Выраженность симптомов гипотиреоза во многом зависит от причины заболевания, степени тиреоидной недостаточности, индивидуальных особенностей пациента.

### Характерные для гипотиреоза синдромы
Обменно-гипотермический синдром:
ожирение, понижение температуры, зябкость, непереносимость холода, гиперкаротинемия, вызывающая желтушность кожных покровов.
Микседематозный отёк:
периорбитальный отёк, одутловатое лицо, большие губы и язык с отпечатками зубов по латеральным краям, отёчные конечности, затруднение носового дыхания (связано с набуханием слизистой оболочки носа), нарушение слуха (отёк слуховой трубы и органов среднего уха), охрипший голос (отёк и утолщение голосовых связок), полисерозит.
Синдром поражения нервной системы:
сонливость, заторможенность, снижение памяти, внимания, интеллекта, брадифрения, боли в мышцах, парестезии, снижение сухожильных рефлексов, полинейропатия, депрессия, мозжечковая атаксия. Нелеченный гипотиреоз у новорождённых приводит к умственной и физической отсталости (редко обратимо), кретинизму.
Синдром поражения сердечно-сосудистой системы:
микседематозное сердце (брадикардия, низкий вольтаж, отрицательный зубец Т при ЭКГ, недостаточность кровообращения), гипотония, полисерозит, возможны нетипичные варианты (с гипертонией, без брадикардии, с постоянной тахикардией при недостаточности кровообращения и с пароксизмальной тахикардией по типу симпатико-адреналовых кризов в дебюте гипотиреоза).
Синдром поражения выделительной системы:
снижении фильтрации и абсорбции.
Синдром поражения опорно-двигательной системы:
отёчность суставов, боли при движении, генерализованная гипертрофия скелетной мускулатуры, умеренная мышечная слабость, синдром Хоффмана.
Синдром поражения пищеварительной системы:
гепатомегалия, дискинезия желчевыводящих протоков, дискинезия толстой кишки, склонность к запорам, снижение аппетита, атрофия слизистой оболочки желудка, тошнота, иногда рвота.
Анемический синдром:
анемия — нормохромная нормоцитарная, гипохромная железодефицитная, макроцитарная, В12-дефицитная.
Синдром гиперпролактинемического гипогонадизма:
дисфункция яичников (меноррагия, олигоменорея или аменорея, бесплодие), галакторея — у женщин, у мужчин — снижение либидо, эректильная дисфункция.
Синдром эктодермальных нарушений:
изменения со стороны волос, ногтей, кожи. Волосы тусклые, ломкие, выпадают на голове, бровях, конечностях, медленно растут. Сухость кожи. Ногти тонкие, с продольной или поперечной исчерченностью, расслаиваются.
Гипотиреоидная (микседематозная) кома.
Это наиболее тяжёлое, порой смертельное осложнение гипотиреоза. Характеризуется прогрессирующим нарастанием всех вышеописанных симптомов гипотиреоза. Летальность достигает 40 %. Это осложнение возникает чаще всего у пожилых женщин при длительно недиагностированном или нелеченом (плохо леченном) гипотиреозе. Провоцирующими факторами обычно являются переохлаждение и гиподинамия, сердечно-сосудистая недостаточность, острые инфекционные заболевания, психоэмоциональные и физические перегрузки, приём снотворных и седативных средств, алкоголя.

### Детский гипотиреоз
Симптоматика:
пролонгированные физиологические желтухи, большой язык, узкие глазные щели, запоры, брадикардия, гипотермия, муцинозные или слизистые отёки, позднее закрытие большого родничка и прорезывание зубов, плохая прибавка в массе тела и росте, задержка психофизического развития.
Для установления диагноза гипотиреоза достаточно определить общий Т4, свободный Т4 и ТТГ в сыворотке.

## Диагностика
Дифференциальная диагностика строится на основании клинических исследований пациента, в частности, уровней тиреоидных гормонов в течение некоторого времени. Определяют тироксин (Т4-норма — 50—140 нмоль/л для детей старше 2 месяцев) и трийодтиронин (T3-норма — 1,50—2,5 ммоль/л). При гипотиреозе их уровень снижается пропорционально тяжести заболевания, уровень ТТГ резко повышен. Определённые изменения уровней тиреоидных гормонов возможны под действием неблагоприятных экологических условий, под влиянием факторов профессиональной деятельности (химические вещества, радиация).

## Дифференциальная диагностика
Дифференциальный диагноз проводят с другими эндокринопатиями: задержкой роста и нанизмом, энцефалопатиями, хондродистрофией, рахитом, болезнью Гиршпрунга.

## Лечение
Лечение основывается на дифференциальной диагностике.
В комплексном лечении используется заместительная терапия препаратами щитовидной железы КРС или, что чаще, синтетическими тиреоидными гормонами (тиреоидин, трийодтиронин, тироксин, тиреотом, тиреотом-форте, тиреокомб). Доза определяется индивидуально в каждом конкретном случае.